# 谷田正躬
谷田 正躬（たにだ まさみ、1931年1月 - ）は、日本の外交官。リオ・デ・ジャネイロ総領事や、ブルガリア国駐箚特命全権大使、ヴァチカン国駐箚特命全権大使等を歴任した。

## 人物・経歴
岡山県生まれ。1953年東京大学法学部第二類（公法コース）卒業、外務省入省。在ベルギー日本国大使館三等書記官、在ベルギー日本国大使館二等書記官、外務省条約局条約課首席事務官等を経て、1968年外務省経済局中近東課長。1969年外務省経済局国際経済課長。同年在レバノン日本国大使館一等書記官。
1971年在フランス日本国大使館一等書記官、ユネスコにおける日本政府代表。1973年外務省経済協力局経済協力第1課長。1975年外務大臣官房領事移住部外務参事官。1976年在ベルギー日本国大使館参事官。1979年に専任の欧州共同体日本政府代表部が開設すると同臨時代理大使（参事官）に着任した。同年リオ・デ・ジャネイロ総領事。1983年外務大臣官房領事移住部長。
1985年ブルガリア国駐箚特命全権大使。1990年ヴァチカン国駐箚特命全権大使。1994年に退官後はギリシャ人の妻とともにギリシャ共和国エヴィア島のアマリントスに移住した。2008年に36歳の次女が自宅で変死体となって発見された事件の被疑者として殺人罪で起訴されたが、2010年にアテネの裁判所で無罪判決が出された。